# Sozialistische Stadt

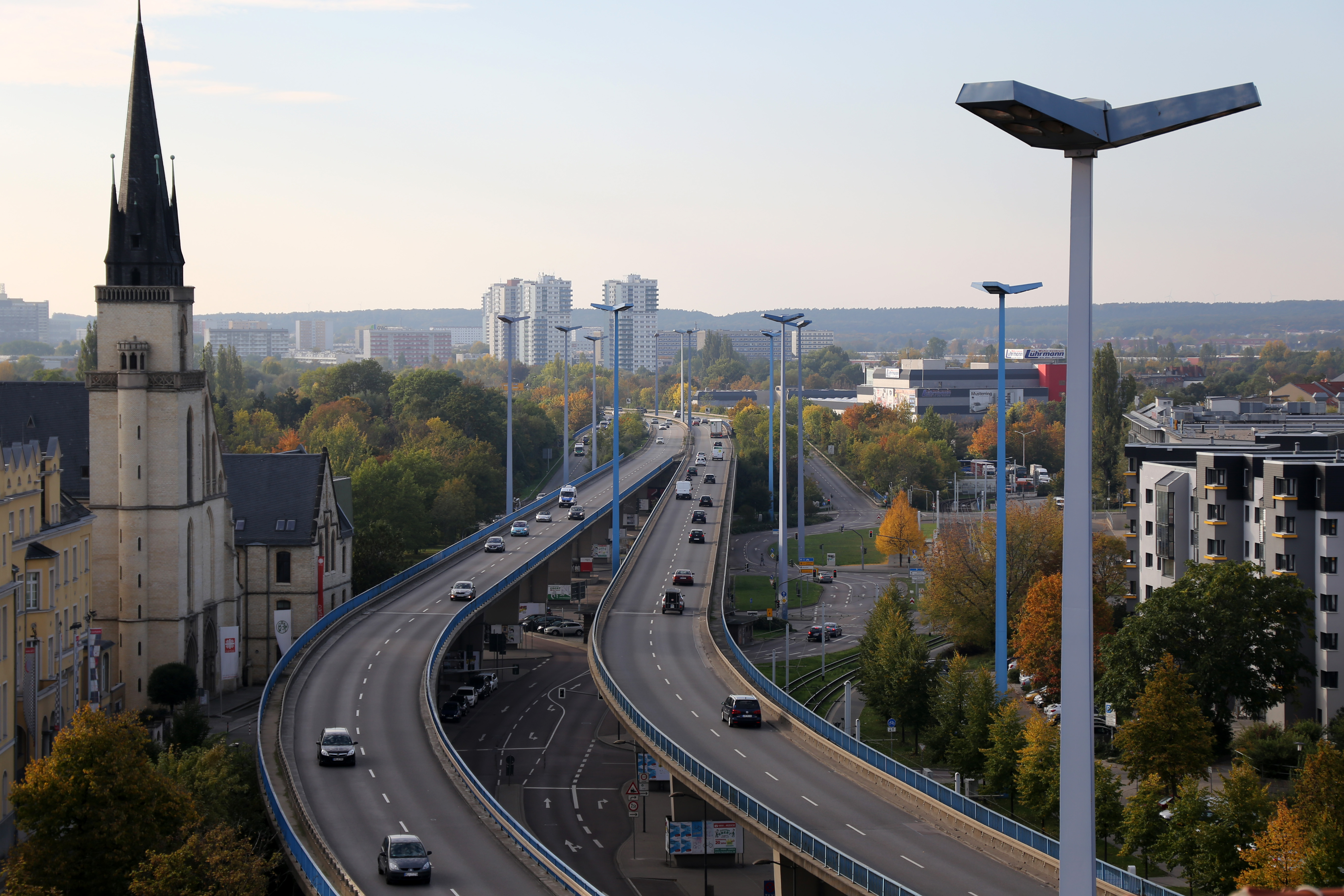
Hochstraße in Halle (Saale), im Hintergrund Halle-Neustadt mit Hochhäusern

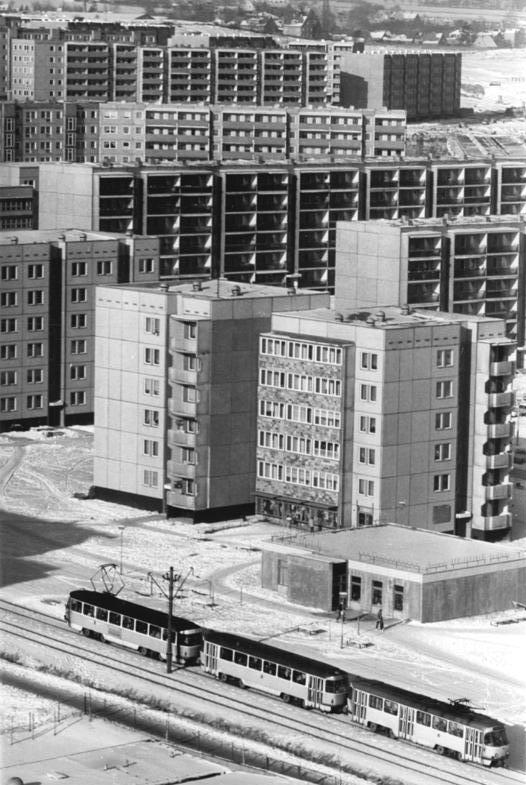
Charakteristisch ist der Plattenbau (im Dresdner Stadtteil Gorbitz)

Sozialistische Stadt ist ein Begriff aus der Planungstheorie und der Stadtbaugeschichte zur Bezeichnung des kulturgenetischen Stadttypus des Sozialismus. Ausgehend vom Gesellschaftsmodell des Sozialismus schlugen sich bestimmte städtebauliche Vorstellungen in den Städten der Sowjetunion sowie des Ostblocks nieder, die innerhalb dieser Zeitspanne wechselten. Damit steht sie in der Tradition der Idealstadt.

## Ideologie
Die sozialistische Stadtplanung beruhte auf den allgemeinen Prinzipien der städtebaulichen Moderne, deren Leitbilder 1933 in der Charta von Athen festgehalten wurde. Diese beinhalteten nicht nur die Ablehnung der dichten gründerzeitlichen Stadt, sondern einen radikalen Bruch mit allen städtebaulichen Traditionen. Diese „revolutionäre“ Schaffung einer völlig neuen Ordnung entsprach einerseits den zahlreichen idealistischen Utopien der Zwischenkriegszeit und war andererseits auch Ausdruck der Nähe vieler Protagonisten der Moderne zu sozialistischen Ideen.
Die Übertragung der sozialistischen Idee auf ein Stadtmodell hatte zwei wichtige ideologische Grundlagen:
- die Abschaffung des privaten Grundeigentums und der sich daraus ergebenden Phänomene wie die Bodenpreisentwicklung nach Marktgesetzen, Grundstücksspekulation sowie einzelwirtschaftliche Investitionsentscheidungen, die durch Planung zugunsten des Allgemeinwohls ersetzt werden sollten, sowie
- die Überwindung der Segregation nach sozialem Status, also beispielsweise der Existenz von Arbeitervierteln und Stadtteilen für „gehobenes Wohnen“.

Die übrigen Leitlinien des sozialistischen Städtebaus entsprachen weitgehend dem weltweiten Planungsverständnis der Moderne, etwa die Schaffung von wohnungsnahen Grünflächen, von „gesunden“ Wohnungen für alle Stadtbewohner, die räumliche Trennung der Stadtfunktionen und der Ausbau der Verkehrsachsen.
Zu den Spezifika, wie sie in den 16 Grundsätze des Städtebaus festgelegt waren, gehörte jedoch die pathetische Überhöhung der neuen Gesellschaftsordnung, die im Stadtentwurf Ausdruck fand. Im Gegensatz etwa zu den nüchternen Stadtzentren des westdeutschen Nachkriegs-Wiederaufbaus waren große Aufmarschplätze für Massenveranstaltungen, repräsentative Bauwerke der Parteiorgane oder monumentale Denkmäler für sozialistische „Helden“ wichtige Bestandteile eines „sozialistischen“ Stadtzentrums.
Wichtige Charakteristika waren zum einen eine zentral gelegene breite Straße für Aufmärsche und (militärische) Paraden, z. B. die Karl-Marx-Allee (früher: Stalinallee) in Berlin sowie eine städtebauliche Höhendominante, die von der „Sieghaftigkeit des Sozialismus“ zeugen konnte, beispielsweise der Berliner Fernsehturm oder die Hochhäuser der Universitäten Leipzig (bei Fertigstellung höchstes Gebäude Deutschlands, heute City-Hochhaus) und Jena (heute Jentower).

## Umgang mit historischer Bausubstanz

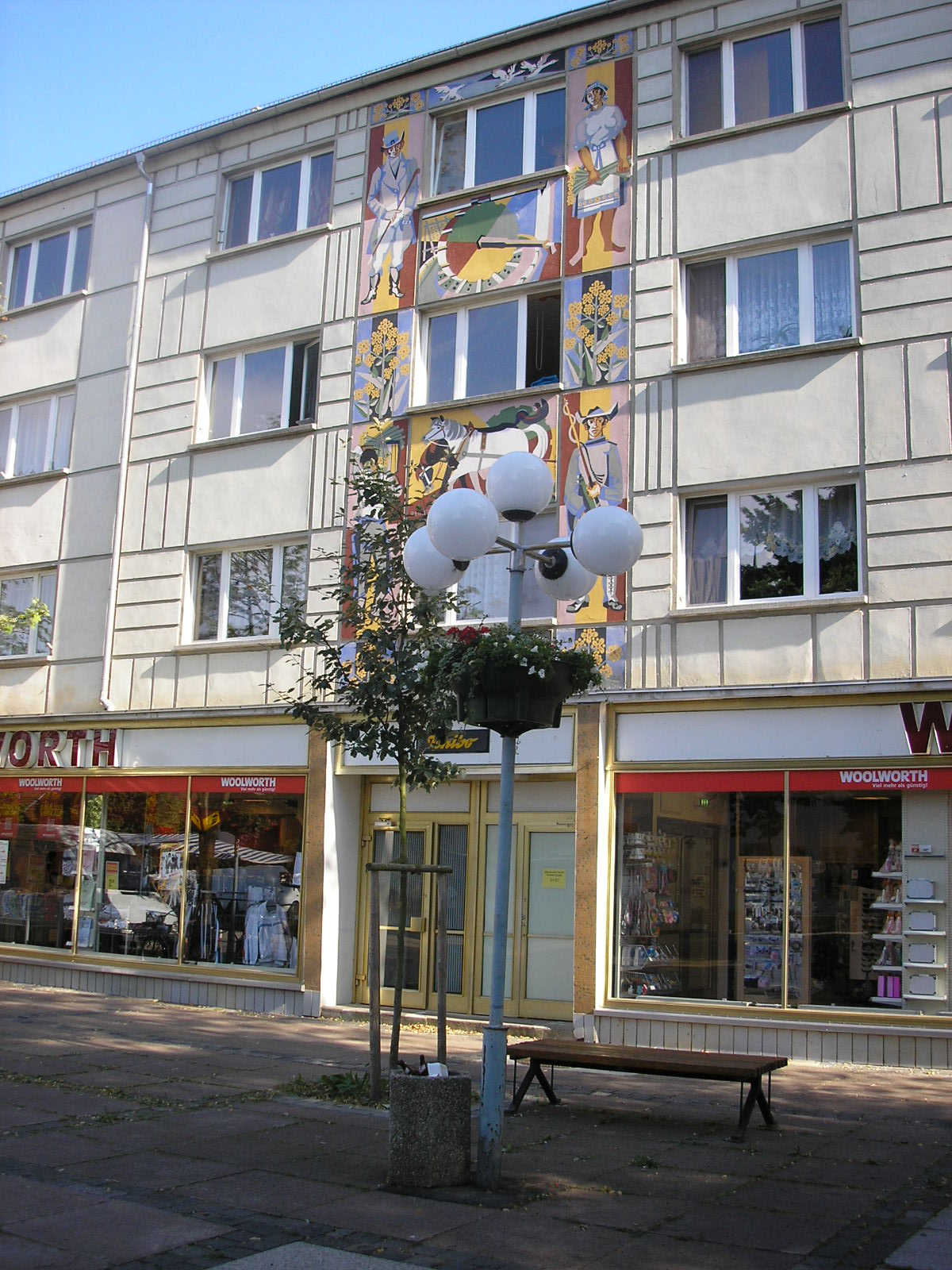
Zu DDR-Zeiten umgestalteter Marktplatz von Sömmerda mit sozialistischer Wandmalerei

Dem Leitbild der „sozialistischen Stadt“ liegt eine Bevorzugung neuer Bauwerke zugrunde, die den sozialistischen Aufbau repräsentieren sollen. Damit ging oft eine Vernachlässigung des historischen Gebäudebestands einher. Zum einen waren etwa Altbauwohnungen im Vergleich zu modernen Neubauwohnungen gering geschätzt, zum anderen stand der historische Gebäudebestand oft für eine Zeit und ein Gesellschaftsmodell, das als zu überwinden angesehen wurde. Dementsprechend kam es nicht zu einer Pflege der Struktur erhaltener alter Innenstädte, sondern oft zu einer bewussten Veränderung. Dem lag laut Art. 18 der Verfassung der DDR ein eigener Kulturbegriff zugrunde (der der „sozialistischen Nationalkultur“ als eine der „Grundlagen der sozialistischen Gesellschaft“), der auch einen wenig rücksichtsvollen Umgang mit – nach anderem Kulturbegriff – denkmalwerten Bauwerken mit sich brachte, wenn sie nicht „… im Interesse der sozialistischen Gesellschaft durch die zuständigen Staatsorgane […] zum Denkmal erklärt worden sind“ (§ 3 Denkmalpflegegesetz, siehe Denkmalschutz in der DDR).
Gebaute Symbole der „alten Ordnung“ wie Kirchen (Leipzig) oder Schlösser (Berlin) wurden teilweise mutwillig zerstört, neue Kirchen wurden selten gebaut.
Der ideologische Gehalt des Städtebaus nahm jedoch seit den 1960er Jahren aus ökonomischen Gründen immer weiter ab; die Vernachlässigung historischer Bausubstanz oder die berüchtigte Plattenbauweise hatten zumindest in den späteren Jahrzehnten eher wirtschaftliche als politische Gründe: der Neubau eines Wohngebiets war aufgrund der industriellen Vorfertigung identischer Wohneinheiten preiswerter realisierbar als die aufwendige Sanierung vorhandener Altbauten. An einigen touristisch besonders exponierten Orten wurde spätestens in den 1980er Jahren auch in die Erhaltung historischer Bauwerke investiert, selbst dann, wenn es sich um Monumente „bürgerlicher“ Kultur handelte. Bekannte Beispiele waren der Wiederaufbau der Dresdner Semperoper oder des Berliner Doms. In benachbarten sozialistischen Staaten wie in der ČSSR oder Polen begann dies sogar noch früher, bekannt ist hier vor allem die Rekonstruktion bürgerlicher Altstädte, etwa der Warschauer oder der Danziger Altstadt.

## Wiederaufbau, Erweiterungen, Neugründungen
Während in der Sowjetunion schon kurz nach der Oktoberrevolution mit dem Bau völlig neuer Städte begonnen wurde, blieben Neugründungen in den anderen sozialistischen Ländern Osteuropas eine Ausnahme. In den kriegszerstörten Städten der DDR, Polens und der westlichen UdSSR stand der Wiederaufbau nach den neuen Prinzipien im Vordergrund. Ab den 60er Jahren wurden in kleinerem Rahmen in neu errichteten Industriezentren Wohnstädte geschaffen, die sich aber nicht wesentlich von den am Rand großer Städte entstehenden Trabantenstädten unterschieden, die wiederum keine spezifisch osteuropäische Erscheinung waren. Lediglich bestimmte Einrichtungen, wie etwa die zahlreichen Kulturhäuser, lassen sich hier als Unterschied zu westeuropäischen Siedlungen der gleichen Epoche nennen.
Unter den sozialistischen Städten lassen sich deshalb drei Typen unterscheiden:

### 1. Wiederaufbau kriegszerstörter Stadtzentren
Städte über 200.000 Einwohner

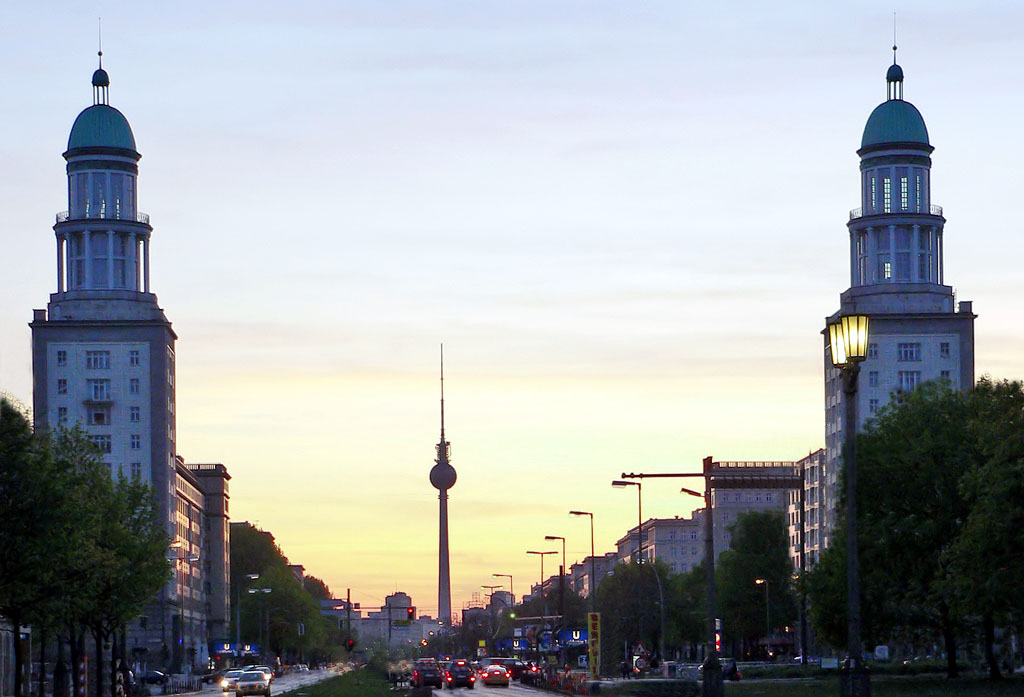
Frankfurter Tor aus den 1950ern, Blick über die Karl-Marx-Allee zum Berliner Fernsehturm von 1969 (2005)

- Ost-Berlin, neoklassizistische „Stalinallee“ (50er Jahre), modernistischer „Zentraler Bereich“ zwischen Marx-Engels-Platz und Alexanderplatz (60er bis 80er Jahre)
- Warschau, die im Zweiten Weltkrieg fast völlig zerstörte Millionenstadt wurde weitgehend nach modernen Kriterien wiederaufgebaut.
- Minsk, die im Zweiten Weltkrieg zerstörte Stadt wurde mit einem Zentrum im Stile des sozialistischen Realismus wiederaufgebaut und erfuhr über die Gründung des Traktoren- und des Lastkraftwagenwerks einen Bevölkerungsboom.
- Leipzig, Ringbebauung (1950er Jahre); Karl-Marx-Platz, zentrale Universitäts- und Messehochhäuser (60er/70er Jahre)
- Dresden, Einkaufsstraße Prager Straße als sozialistische Variante einer innerstädtischen Fußgängerzone.
- Chemnitz, mittlerweile denkmalgeschütztes „sozialistisches Stadtzentrum“
- Magdeburg, Neuaufbau des Stadtzentrums entlang des Breiten Wegs
- Rostock, Lange Straße (denkmalgeschützt)
- Erfurt und Halle waren die beiden einzigen Großstädte der DDR, die nach dem Krieg nur geringe Zerstörungen aufwiesen. Hier forcierte man den Ausbau breiter Straßenschneisen in den Innenstädten. In Halle ist dies die Hochstraße Magistrale mit dem Riebeckplatz, in Erfurt der Juri-Gagarin-Ring.

Städte unter 200.000 Einwohner
- Cottbus, Neugestaltung der Karl-Liebknecht-Straße in den 60er und 70er Jahren und ausgedehnter Wohnungsbau im Zusammenhang mit umliegenden Braunkohle-Kombinaten (1950: 60.000 Einwohner, 1989: 130.000 Einwohner)
- Gera: Abriss von Teilen der westlichen Innenstadt zur Errichtung von Wohnhochhäusern und Verwaltungsbauten
- Jena: Abriss der Altstadt auf dem Eichplatz und Errichtung des Universitätshochhauses
- Dessau, weitgehender Neuaufbau der kriegszerstörten Innenstadt

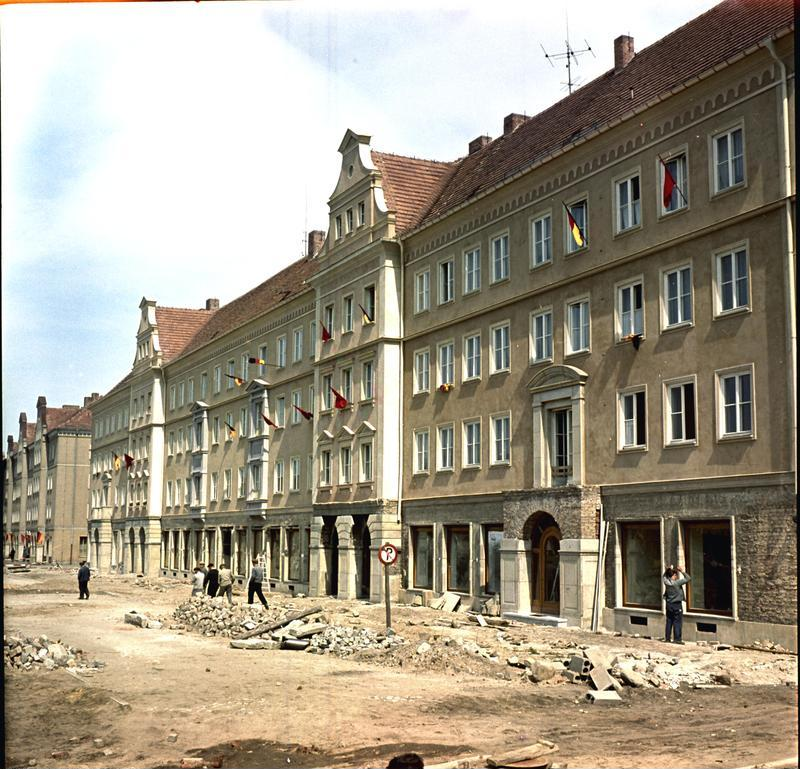
Neubauten im Zentrum Neubrandenburgs (Mecklenburg), 1959. Ein großer Teil der zerstörten Altstadt wurde in den 1950ern im Stil des sozialistischen Klassizismus neu bebaut, mit Zitaten von Baudetails der barocken und klassizistischen Vorkriegsbebauung.

- Neubrandenburg, Neuaufbau der kriegszerstörten Stadt und paralleler Ausbau zur Bezirksstadt (1950: 20.000 Einwohner; 1990: 80.000 Einwohner)
- Frankfurt (Oder), weitgehender Neuaufbau der kriegszerstörten Innenstadt
- Suhl stellt einen Sonderfall dar. Die Stadt wurde zwar im Krieg nicht zerstört, jedoch wurde die historische Altstadt um 1970 weitgehend abgerissen und durch Neubauten ersetzt. Da Suhl zur Bezirksstadt erhoben wurde, wurde dort auch der Wohnungsbau forciert (vergleichbar mit Neubrandenburg und Cottbus), um die Einwohnerzahl zu erhöhen.
- Nordhausen, Neubau des Stadtzentrums nach Zerstörung im Krieg
- Halberstadt, Neubau des Stadtzentrums nach Zerstörung im Krieg

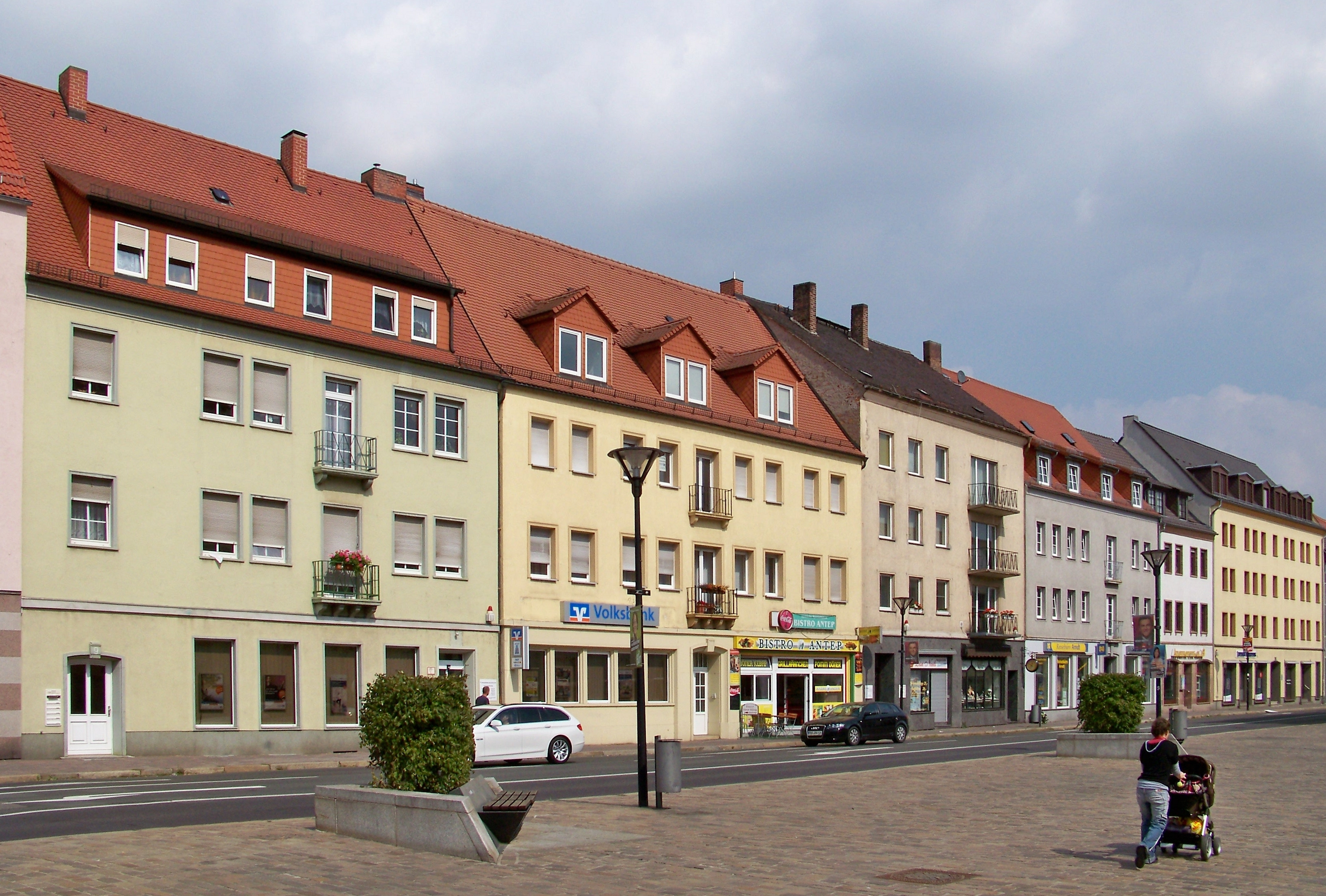
Eilenburg/Sachsen: Bebauung des nördlichen Marktplatzes gegenüber dem Rathaus in kleinteiliger, altstädtischer Ausführung aus den 1950ern

- Eilenburg, Neubau des Stadtzentrums in den 1950er Jahren
- Merseburg, stark im Krieg zerstört. Der noch erhaltene Teil der südlichen Altstadt wurde ab 1968 abgerissen und durch die sozialistische Rekonstruktion ersetzt. Dabei wurde das mittelalterliche Stadtbild komplett verändert.[2]

### 2. Satellitenstädte am Rand von Großstädten
- Plattenbau-Satellitenstädte entstanden am Rande aller Mittel- und Großstädte der DDR. Die größte dieser Satellitenstädte befindet sich im Nordosten Berlins in den aneinandergrenzenden Stadtteilen Hohenschönhausen, Marzahn und Hellersdorf und hatte zeitweise über 300.000 Einwohner. Eine Liste weiterer Satellitenstädte der ehemaligen DDR findet sich im Artikel: Großwohnsiedlung.

### 3. Neue Industrie- und Wohnstädte
Komplett neu errichtete Arbeits- und Wohnstädte (Planstädte), meist in Nachbarschaft bestehender Kleinstädte:
- Eisenhüttenstadt (1930: 6.000 Einwohner; 1990: 50.000 Einwohner). Eisenhüttenstadt entstand ab 1950 unter dem Namen Stalinstadt als „erste sozialistische Stadt Deutschlands“ nahe der Kleinstadt Fürstenberg/Oder und kann als einzige echte sozialistische Stadtgründung in Deutschland angesehen werden.
- Schwedt, Bezirk Frankfurt/Oder, DDR, 60er Jahre.
- Halle-Neustadt, Bezirk Halle, DDR, 1964
- Wolfen-Nord, Bezirk Halle, DDR, für die Chemiearbeiter des Chemiekombinat Bitterfeld, der Filmfabrik Wolfen (ORWO), des Elektrochemischen Kombinat Bitterfeld u. a.
- Hoyerswerda, Bezirk Cottbus, DDR, 50er/60er Jahre.
- Nowa Huta bei Krakau in Polen ist die größte Neugründung im östlichen Mitteleuropa, die großen Achsen der Stadt laufen, als Zitat des barocken Versailles auf einem zentralen Platz zusammen, an dem jedoch kein Schloss, sondern ein (niemals vollendetes) Stahlwerk steht.
- Dimitrowgrad in Bulgarien wurde per Dekret am 2. September 1947 als sozialistische Modellstadt gegründet und bis 1950 aufgebaut
- Dunaújváros in Ungarn; 1949 wurde aus einem Landstädtchen mit ca. 4.000 Einwohnern eine Arbeiterwohnstadt für das Eisenhüttenkombinat in Dunapentele erbaut, bis 1961 trug sie den Namen Sztálinváros
- Havířov in der damaligen Tschechoslowakei, die Stadt wurde nach dem 2. Weltkrieg aus mehreren kleinen Ortschaften zusammengestellt und bekam 1955 das Stadtrecht, ab 1946 wurde große Wohnsiedlungen für die ansässige Steinkohleindustrie gebaut
- Darchan in der Mongolei, ab 1961 zur industriellen Erschließung im Nordteil des Landes errichtet
- Ausbau bestehender Kleinstädte für neue Industriezentren: Lauchhammer (Braunkohle), Weißwasser (1930: 12.000 Einwohner; 1990: 40.000 Einwohner), Leinefelde (1930: 2.000 Einwohner; 1990: 20.000 Einwohner → Eichsfeldplan)